# Go!Explore
Go!Explore est un système GPS pour la PlayStation Portable. Il fonctionne grâce à un récepteur GPS optimisé par NavNGo connecté au port USB. Un UMD contient un set de cartes créé par Tele Atlas.

## Description
Fin 2007, Sony a officialisé la sortie du récepteur GPS sur PSP en Europe avec l'annonce de la disponibilité pour début 2008 de l’UMD Go!Explore. Des accessoires inédits pour un usage automobile seront proposés.
Ce système est prévu pour fonctionner avec certains jeux (les prochains opus de Metal Gear et de Everybody's Golf notamment).
Dans le reste du monde, un homebrew nommé Mapthis! et réalisé par le développeur Deniska permet de faire fonctionner le récepteur GPS. Ce logiciel permet :
- de visionner des cartes (par ailleurs facilement réalisable avec Google Maps) ;
- de faire de la géolocalisation ;
- de faire de la situation par rapport à une cible (c'est-à-dire connaître sa distance et son orientation par rapport à une destination) ;
- d'afficher les points d'intérêt (stations-services, hôtels, etc.) ;
- d'activer un mode itinéraire (aller d'un point A à un point B). Cependant ce mode itinéraire nécessite des données geoData. Elles sont disponibles pour les États-Unis et le Canada notamment, mais l’Union européenne interdit encore leur libre usage. Sans ces fichiers, les Européens ne peuvent pas faire fonctionner le mode trajet assisté.

Mapthis! ne fonctionne que sur le firmware 1.50 ou sur un Custom firmware.
Le nom interne du GPS pour la PlayStation Portable est PSP-290.
Outre le branchement USB, il existe deux plots situés à droite et à gauche de la prise USB servant à alimenter le GPS avec la tension de la batterie de la PSP (3,6 V) mais il a été rapporté que le GPS détecterait les satellites radicalement plus vite avec une alimentation externe en +5 V (de 10 minutes pour se fixer à un satellite à 10 secondes.).
Cependant, Go!Explore possède un gros défaut: La carte ne peut être mise à jour. De plus, le temps de géolocalisation est très important. Ces deux problèmes majeures n'ont pas permis de concurrencer les GPS traditionnels.